# Statistical Methods & Applications
Statistical Methods and Applications o SMA (un tempo denominata Journal of the Italian Statistical Society, ovvero Rivista della Società Italiana di Statistica) è una rivista internazionale, pubblicata in lingua inglese sia in versione cartacea che in formato digitale (online), nata per favorire lo sviluppo di nuove metodologie statistiche e loro applicazioni, specialmente in campo biologico, demografico, economico, sanitario, sociale, nella fisica, nell'ingegneria e in altri settori scientifici.
Più specificatamente, la rivista SMA è focalizzata su indagini e studi inerenti nuovi fondamenti metodologici di vasta applicazione.
SMA è suddivisa in due sezioni delle quali la prima è dedicata alla metodologia statistica e pubblica contributi originali in tutti i settori della statistica. Oltre a ciò, questa sezione pubblica periodicamente recensioni critiche e discussioni sui recenti sviluppi della teoria e dei metodi statistici.
La seconda sezione pubblica articoli dedicati ad applicazioni originali e innovative della più recente
metodologia statistica e approcci complessi per l'analisi di dati statistici.
Attualmente (Luglio 2015) prevede una frequenza di uscita trimestrale ed è già arrivata al suo 24 volume di pubblicazioni.